# Dekanat Bielsko-Biała III – Wschód
Dekanat Bielsko-Biała III – Wschód – jeden z 23 dekanatów katolickich wchodzących w skład diecezji bielsko-żywieckiej, w którego skład wchodzi 9 parafii.

## Historia
Dekanat bialski utworzono dekretem nadwornym z 17 grudnia 1842, liczący 12 parafii. Pierwszym dziekanem został proboszcz wilamowicki, ks. Józef Alojzy Pukalski. W 1951 roku połączono miasta Bielsko i Białą w jeden organizm miejski. Dekanat Biała 25 marca 1992 na mocy bulli papieża Jana Pawła II Totus Tuus Poloniae populus wszedł w skład nowo utworzonej diecezji bielsko-żywieckiej a dekanaty w mieście Bielsko-Biała uległy reorganizacji, tworząc obecnie 4: Bielsko-Biała I – Centrum, Bielsko-Biała II – Stare Bielsko, Bielsko-Biała III – Wschód, Bielsko-Biała IV – Zachód (obecnie Jasienica)

## Przełożeni
- Dziekan: ks. Jerzy Wojciechowski
- Wicedziekan: ks. Piotr Konieczny
- Ojciec duchowny: o. Kazimierz Trojan SJ[2]
- Duszpasterz Służby Liturgicznej: ks. Tomasz Chamera
- Dekanalny Wizytator Katechizacji: ks. Tomasz Chamera[3]
- Dekanalny Duszpasterz Młodzieży: ks. Marcin Hałas
- Dekanalny Duszpasterz Rodzin: ks. Ryszard Knapik

## Parafie
- Bielsko-Biała (Hałcnów): Parafia Nawiedzenia NMP (sanktuarium)
- Bielsko-Biała (Mikuszowice Krakowskie): Parafia św. Barbary
- Bielsko-Biała (Lipnik): Parafia Narodzenia NMP
- Bielsko-Biała (Leszczyny): Parafia Chrystusa Króla
- Bielsko-Biała (Straconka): Parafia Matki Bożej Pocieszenia
- Bielsko-Biała (Złote Łany): Parafia św. Józefa
- Kozy: Parafia śś. Szymona i Judy Tadeusza
- Kozy (Małe): Parafia Najświętszej Rodziny
- Kozy (Gaje): Parafia Zesłania Ducha Świętego